# Грунтовой насос

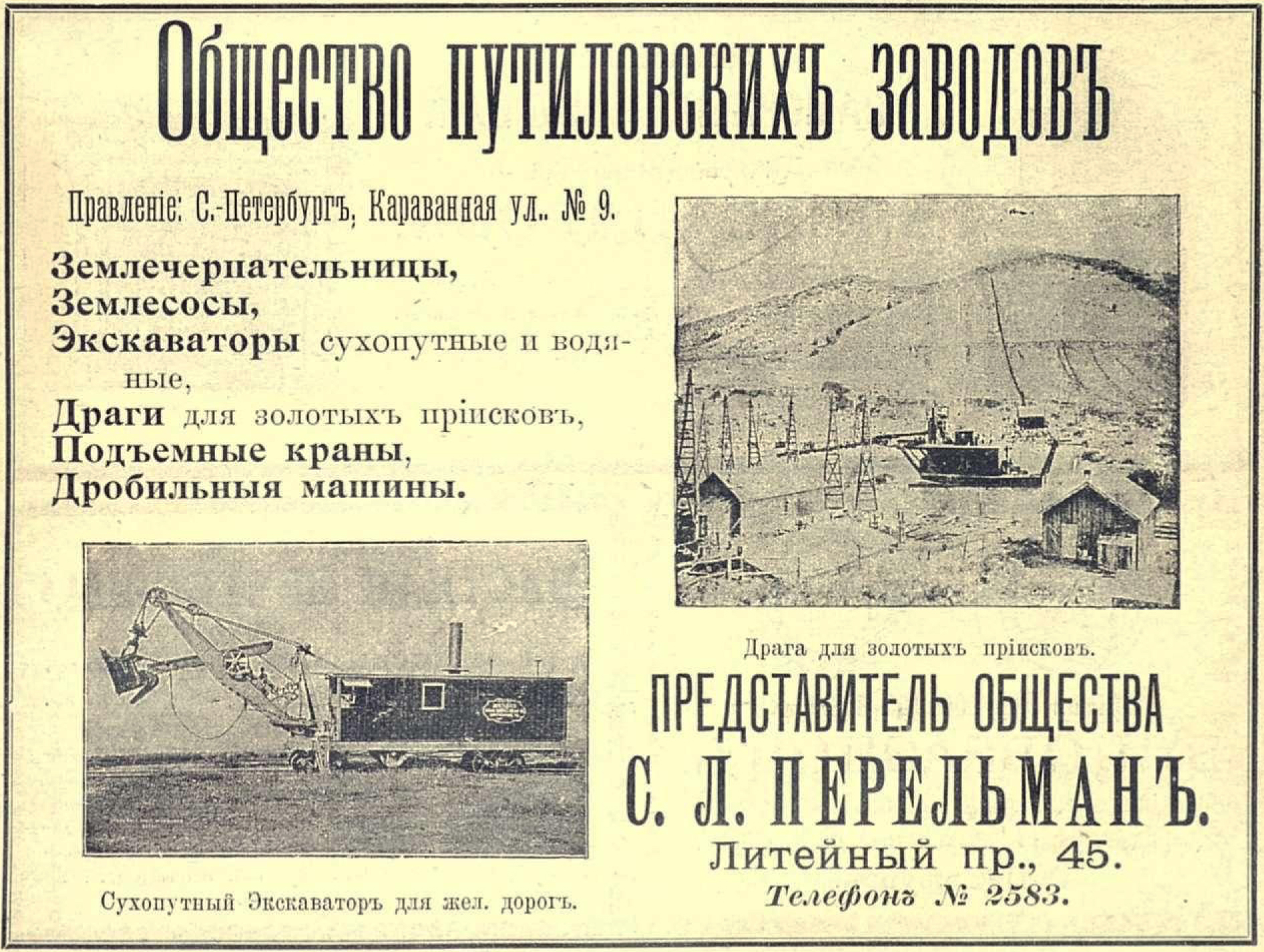
Реклама землесосов Путиловского завода, 1902 год.

Грунтовой насос (или землесос) — машина, с помощью которой производится транспортировка гидросмеси по напорным трубопроводам. Устанавливается грунтовой насос на сухопутных или плавучих землесосных станциях. 
Первый грунтовой насос был произведён в 1859 году во Франции. Это был поршневой насос, через несколько лет такие типы насосов сменились центробежными. В Российской империи первые землесосы были произведены  в конце XIX века. В СССР первые насосы были произведены  в 1935 году. В 1936 году А. Морозом были сконструированы насосы ЗГМ-1 и ЗГМ-2, которые стали базовыми. Сегодня грунтовой насос является центробежным, одноступенчатым, имеет одностороннее всасывание.
Основные характеристики насоса: Q — подача; H— напор; N — мощность.